# Gran Premio di superbike di Laguna Seca 1995
Il Gran Premio di Superbike di Laguna Seca 1995 è stata la settima prova su dodici del Campionato mondiale Superbike 1995, è stato disputato il 23 luglio sul Circuito di Laguna Seca e ha visto la vittoria di Anthony Gobert in gara 1, mentre la gara 2 è stata vinta da Troy Corser.
Il campionato mondiale Superbike torna ad avere una prova disputata negli Stati Uniti d'America dopo alcuni anni di assenza.

## Risultati

### Gara 1

#### Arrivati al traguardo[1]
| Pos. | Nº  | Pilota               | Motocicletta | Tempo     | Griglia | Punti |
| ---- | --- | -------------------- | ------------ | --------- | ------- | ----- |
| 1º   | 17  | Anthony Gobert       | Kawasaki     | 42:46.926 | 3º      | 25    |
| 2º   | 11  | Troy Corser          | Ducati       | +0:00.340 | 1º      | 20    |
| 3º   | 117 | Miguel Duhamel       | Honda        | +0:06.528 | 7º      | 16    |
| 4º   | 123 | Mike Hale            | Honda        | +0:11.294 | 2º      | 13    |
| 5º   | 1   | Carl Fogarty         | Ducati       | +0:25.627 | 12º     | 11    |
| 6º   | 5   | Simon Crafar         | Honda        | +0:28.618 | 8º      | 10    |
| 7º   | 119 | Freddie Spencer      | Ducati       | +0:31.508 | 5º      | 9     |
| 8º   | 45  | Colin Edwards        | Yamaha       | +0:34.769 | 6º      | 8     |
| 9º   | 3   | Aaron Slight         | Honda        | +0:38.578 | 18º     | 7     |
| 10º  | 25  | Yasutomo Nagai       | Yamaha       | +0:38.657 | 4º      | 6     |
| 11º  | 68  | Mike Smith           | Ducati       | +0:44.551 | 21º     | 5     |
| 12º  | 116 | Tom Kipp             | Yamaha       | +0:51.409 | 9º      | 4     |
| 13º  | 8   | Piergiorgio Bontempi | Kawasaki     | +1:01.048 | 23º     | 3     |
| 14º  | 12  | Mauro Lucchiari      | Ducati       | +1:01.673 | 19º     | 2     |
| 15º  | 121 | Pascal Picotte       | Kawasaki     | +1:08.187 | 13º     | 1     |
| 16º  | 33  | John Reynolds        | Kawasaki     | +1:10.420 | 11º     |       |
| 17º  | 114 | Steve Crevier        | Kawasaki     | +1:12.385 | 22º     |       |
| 18º  | 4   | Andreas Meklau       | Ducati       | +1:20.323 | 24º     |       |
| 19º  | 99  | Al Salaverria        | Ducati       | +1 giro   | 27º     |       |

#### Ritirati
| Nº  | Pilota              | Motocicletta | Giri     | Griglia |
| --- | ------------------- | ------------ | -------- | ------- |
| 20  | Jochen Schmid       | Kawasaki     | +3 giri  | 17º     |
| 28  | Gianmaria Liverani  | Ducati       | +6 giri  | 14º     |
| 19  | Adrien Morillas     | Ducati       | +14 giri | 25º     |
| 67  | Doug Toland         | Yamaha       | +15 giri | 28º     |
| 43  | David Jefferies     | Kawasaki     | +18 giri | 16º     |
| 141 | Takahiro Sohwa      | Ducati       | +21 giri | 20º     |
| 9   | Fabrizio Pirovano   | Ducati       | +23 giri | 15º     |
| 27  | Pierfrancesco Chili | Ducati       | +28 giri | 10º     |
| 13  | Paolo Casoli        | Yamaha       | +29 giri | 26º     |

### Gara 2

#### Arrivati al traguardo[2]
| Pos. | Nº  | Pilota               | Motocicletta | Tempo     | Griglia | Punti |
| ---- | --- | -------------------- | ------------ | --------- | ------- | ----- |
| 1º   | 11  | Troy Corser          | Ducati       | 42:46.664 | 1º      | 25    |
| 2º   | 17  | Anthony Gobert       | Kawasaki     | +0:06.321 | 3º      | 20    |
| 3º   | 123 | Mike Hale            | Honda        | +0:17.627 | 2º      | 16    |
| 4º   | 117 | Miguel Duhamel       | Honda        | +0:26.574 | 7º      | 13    |
| 5º   | 25  | Yasutomo Nagai       | Yamaha       | +0:26.574 | 4º      | 11    |
| 6º   | 5   | Simon Crafar         | Honda        | +0:28.953 | 8º      | 10    |
| 7º   | 1   | Carl Fogarty         | Ducati       | +0:31.762 | 12º     | 9     |
| 8º   | 9   | Fabrizio Pirovano    | Ducati       | +0:35.337 | 15º     | 8     |
| 9º   | 45  | Colin Edwards        | Yamaha       | +0:35.517 | 6º      | 7     |
| 10º  | 121 | Pascal Picotte       | Kawasaki     | +1:01.320 | 13º     | 6     |
| 11º  | 8   | Piergiorgio Bontempi | Kawasaki     | +1:15.805 | 23º     | 5     |
| 12º  | 114 | Steve Crevier        | Kawasaki     | +1:16.035 | 22º     | 4     |
| 13º  | 116 | Tom Kipp             | Yamaha       | +1:16.341 | 9º      | 3     |
| 14º  | 12  | Mauro Lucchiari      | Ducati       | +1:17.430 | 19º     | 2     |
| 15º  | 13  | Paolo Casoli         | Yamaha       | +1:22.122 | 26º     | 1     |
| 16º  | 43  | David Jefferies      | Kawasaki     | +1:27.817 | 16º     |       |
| 17º  | 99  | Al Salaverria        | Ducati       | +1 giro   | 27º     |       |

#### Ritirati
| Nº  | Pilota              | Motocicletta | Giri     | Griglia |
| --- | ------------------- | ------------ | -------- | ------- |
| 20  | Jochen Schmid       | Kawasaki     | +8 giri  | 17º     |
| 27  | Pierfrancesco Chili | Ducati       | +11 giri | 10º     |
| 67  | Doug Toland         | Yamaha       | +18 giri | 28º     |
| 28  | Gianmaria Liverani  | Ducati       | +19 giri | 14º     |
| 4   | Andreas Meklau      | Ducati       | +22 giri | 24º     |
| 141 | Takahiro Sohwa      | Ducati       | +26 giri | 20º     |
| 70  | Michael Rutter      | Ducati       | +28 giri | 29º     |
| 33  | John Reynolds       | Kawasaki     | +29 giri | 11º     |
| 3   | Aaron Slight        | Honda        | +29 giri | 18º     |
| 119 | Freddie Spencer     | Ducati       | +29 giri | 5º      |
| 68  | Mike Smith          | Ducati       | +29 giri | 21º     |